# دریاچه دوقلو سیاه گاو
دریاچهٔ دوقلوی سیاه‌گاو دریاچه‌ای واقع در شهرستان آبدانان از توابع استان ایلام است. مهم‌ترین پدیدهٔ گردشگری شهرستان آبدانان «دریاچهٔ دوقلوی سیاه‌گاو» است. اطراف این دریاچهٔ طبیعی را دشت‌ها و کوه‌های نسبتاً مرتفع فراگرفته‌است.
این دریاچه را به این دلیل دوقلو نامیده‌اند که به وسیلهٔ کانالی طبیعی به عرض ۸ متر، عمق ۴ متر، و به طول ۷۰ متر به هم مرتبط هستند. این دو دریاچه دارای آبی زلال هستند، به‌طوری‌که می‌توان تا عمق ۳۰متریِ آن را که شبیه آکواریومی پُر از ماهی است، مشاهده کرد.